# یاناچک ۲۰۷۳
سیارک ۲۰۷۳ (به انگلیسی: 2073 Janacek، نامگذاری:1974DK) دو هزار و هفتاد و سومین سیارک کشف شده‌است که در ۱۹ فوریه ۱۹۷۴ کشف شد.
قدر مطلق سیارک برابر ۱۲٫۷۰ است.